# Ecnomiohyla miotympanum
Ecnomiohyla miotympanum är en groddjursart som först beskrevs av Cope 1863.  Ecnomiohyla miotympanum ingår i släktet Ecnomiohyla och familjen lövgrodor. IUCN kategoriserar arten globalt som nära hotad. Inga underarter finns listade i Catalogue of Life.